# Bương lớn
Bương lớn hya bương lớn Điện Biên, tên khoa học Dendrocalamus sinicus, là một loài thực vật có hoa trong họ Hòa thảo. Loài này được L.C.Chia & J.L.Sun mô tả khoa học đầu tiên năm 1982.